# Chelonodoryctes inopinatus
Chelonodoryctes inopinatus är en stekelart som beskrevs av Sergey A. Belokobylskij och Donald L.J. Quicke 2000. Chelonodoryctes inopinatus ingår i släktet Chelonodoryctes och familjen bracksteklar. Inga underarter finns listade i Catalogue of Life.